# Veletržní pohár 1958/1960
Druhý ročník Veletržního poháru se odehrál v průběhu tří let (1958 až 1960). Mohl se účastnit jenom jeden klub z každého města, takže bylo běžné, že více týmů z jednoho města do turnaje vyslalo společnou reprezentaci města. Vítězem se stal tým FC Barcelona, který tak obhájil titul z minulého ročníku.

## První kolo
| Domácí v 1. zápase          | Celkem | Hosté v 1. zápase  | 1. zápas | 2. zápas |
| --------------------------- | ------ | ------------------ | -------- | -------- |
| Royale Union Saint-Gilloise | 6–2    | Lipsko XI          | 6–1      | 0–1      |
| Hannover                    | 2–4    | AS Řím             | 1–3      | 1–1      |
| Kolín nad Rýnem XI          | 2–4    | Birmingham City FC | 2–2      | 0–2      |
| Záhřeb XI                   | 4–3    | Újpesti Dózsa      | 4–2      | 0–1      |
| Stævnet                     | 2–7    | Chelsea FC         | 1–3      | 1–4      |
| Bělehrad XI                 | 11–4   | FC Lausanne-Sport  | 6–1      | 5–3      |
| Basilej XI                  | 3–7    | Barcelona          | 1–2      | 2–5      |
| FC Internazionale Milano    | 8–1    | Olympique Lyon     | 7–0      | 1–1      |

## Čtvrtfinále
| Domácí v 1. zápase          | Celkem | Hosté v 1. zápase        | 1. zápas | 2. zápas |
| --------------------------- | ------ | ------------------------ | -------- | -------- |
| Royale Union Saint-Gilloise | 3–1    | AS Řím                   | 2–0      | 1–1      |
| Birmingham City FC          | 4–3    | Záhřeb XI                | 1–0      | 3–3      |
| Chelsea FC                  | 2–4    | Bělehrad XI              | 1–0      | 1–4      |
| Barcelona                   | 8–2    | FC Internazionale Milano | 4–0      | 4–2      |

## Semifinále
| Domácí v 1. zápase          | Celkem | Hosté v 1. zápase  | 1. zápas | 2. zápas |
| --------------------------- | ------ | ------------------ | -------- | -------- |
| Royale Union Saint-Gilloise | 4–8    | Birmingham City FC | 2–4      | 2–4      |
| Bělehrad XI                 | 2–4    | Barcelona          | 1–1      | 1–3      |

## Finále
| Domácí v 1. zápase | Celkem | Hosté v 1. zápase | 1. zápas | 2. zápas |
| ------------------ | ------ | ----------------- | -------- | -------- |
| Birmingham City FC | 1–4    | Barcelona         | 0–0      | 1–4      |

## Vítěz
| Veletržní pohár 1958/60 FC Barcelona |